# Sardinha assada

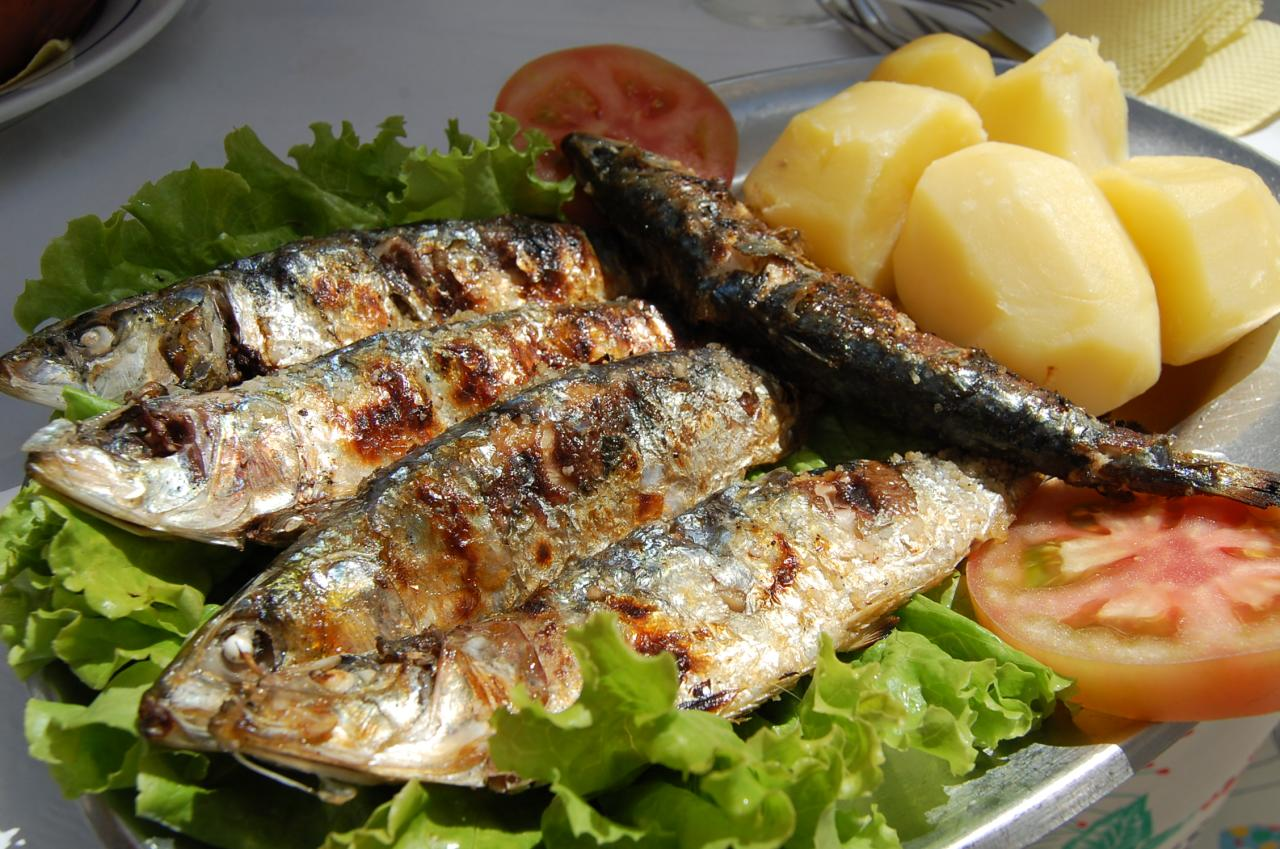
Sardinhas assadas com acompanhamento.

A sardinha na grelha é um prato tradicional da cozinha portuguesa e é uma das 7 Maravilhas da Gastronomia de Portugal. Em Portugal, é costume confeccionar este prato durante as festas populares. Uma refeição de sardinhas assadas na brasa costuma designar-se por "sardinhada".
Apesar do hábito de se chamar "assada", a sardinha é de facto grelhada na respectiva grelha, sendo o nome correto "sardinha na grelha"

## Origens
Desde o século XVI que era reconhecida a importância da sardinha como se comprova pelo recenseamento de peixes do litoral lusitano realizado por Duarte Nunes d Leão.
No mesmo mar de Setúbal e no de Sesimbra, sua vizinha, há a mais sardinha e mais saborosa que se pode dar; a qual, além de sustentar o Reino, se leva por mar a outras partes, e por terra ao reino de Castela, para onde sai grande carregação até a corte de Madri.— Recenseamento de peixes do litoral lusitano, século XVI
Já em 1855, na exposição Internacional de Paris, as sardinhas de Setúbal alcançam uma menção honrosa, tendo a 15 de janeiro de 2010 sido o primeiro pescado da União Europeia e da Península Ibérica a obter o rótulo azul com a certificação de sustentabilidade e boa gestão dos recursos piscatórios, MSC ("Marine Stewardship Council").
As sardinhas assadas, fruto de uma forte tradição piscatória, são um dos pratos mais saboreados da cozinha portuguesa, existindo inúmeras receitas para a sua confecção, sendo no entanto a mais utilizada a sardinha assada na brasa, um prato que aumenta exponencialmente de consumo durante as festas dos santos populares.
A melhor maneira de as confeccionar é preparando-as de véspera e temperando-as com sal grosso, colocando-as num grelhador duplo por cima das brasas, sem chama, assando em lume brando, normalmente acompanhadas com pimento assado também na brasa e batata cozida. Devem ser saboreadas colocando-se em cima de uma fatia grossa de pão que absorve a sua gordura natural.

## Expressões populares
Puxar a brasa à sua sardinha, é uma expressão popular muito utilizada em Portugal, que significa defender os nossos interesses pessoais, e que tem a sua origem na confecção do prato em si. A forma como se coloca as sardinhas com as barrigas para dentro em cima da brasa, numa posição cabeça/rabo, e a forma como se ateia e queima o carvão, assando a sardinha em lume brando, dando a volta na grelha dupla, dando a entender que se puxa a sardinha na nossa direcção.